# Courbépine
Courbépine és un municipi francès situat al departament de l'Eure i a la regió de Normandia. L'any 2007 tenia 660 habitants.

## Demografia

### Població
El 2007 la població de fet de Courbépine era de 660 persones. Hi havia 247 famílies, de les quals 45 eren unipersonals (30 homes vivint sols i 15 dones vivint soles), 88 parelles sense fills, 103 parelles amb fills i 11 famílies monoparentals amb fills.
La població ha evolucionat segons el següent gràfic:
Habitants censats

### Habitatges
El 2007 hi havia 268 habitatges, 246 eren l'habitatge principal de la família, 13 eren segones residències i 10 estaven desocupats. 264 eren cases i 2 eren apartaments. Dels 246 habitatges principals, 207 estaven ocupats pels seus propietaris, 38 estaven llogats i ocupats pels llogaters i 1 estava cedit a títol gratuït; 6 tenien dues cambres, 27 en tenien tres, 51 en tenien quatre i 162 en tenien cinc o més. 200 habitatges disposaven pel capbaix d'una plaça de pàrquing. A 106 habitatges hi havia un automòbil i a 124 n'hi havia dos o més.

### Piràmide de població
La piràmide de població per edats i sexe el 2009 era:
| Homes | Edats   | Dones |
| ----- | ------- | ----- |
| 0     | 95 o +  | 0     |
| 0     | 90 a 94 | 0     |
| 0     | 85 a 89 | 4     |
| 0     | 80 a 84 | 8     |
| 8     | 75 a 79 | 16    |
| 8     | 70 a 74 | 12    |
| 8     | 65 a 69 | 4     |
| 20    | 60 a 64 | 16    |
| 32    | 55 a 59 | 20    |
| 28    | 50 a 54 | 32    |
| 16    | 45 a 49 | 20    |
| 20    | 40 a 44 | 8     |
| 20    | 35 a 39 | 44    |
| 36    | 30 a 34 | 32    |
| 4     | 25 a 29 | 4     |
| 24    | 20 a 24 | 12    |
| 28    | 15 a 19 | 24    |
| 36    | 10 a 14 | 20    |
| 40    | 5 a 9   | 20    |
| 12    | 0 a 4   | 12    |

## Economia
El 2007 la població en edat de treballar era de 433 persones, 302 eren actives i 131 eren inactives. De les 302 persones actives 278 estaven ocupades (150 homes i 128 dones) i 24 estaven aturades (14 homes i 10 dones). De les 131 persones inactives 64 estaven jubilades, 30 estaven estudiant i 37 estaven classificades com a «altres inactius».

### Ingressos
El 2009 a Courbépine hi havia 253 unitats fiscals que integraven 684 persones, la mediana anual d'ingressos fiscals per persona era de 18.670 €.

### Activitats econòmiques
Dels 20 establiments que hi havia el 2007, 2 eren d'empreses extractives, 4 d'empreses de fabricació d'altres productes industrials, 4 d'empreses de construcció, 3 d'empreses de comerç i reparació d'automòbils, 1 d'una empresa de transport, 1 d'una empresa d'hostatgeria i restauració, 2 d'empreses immobiliàries, 2 d'empreses de serveis i 1 d'una entitat de l'administració pública.
Dels 5 establiments de servei als particulars que hi havia el 2009, 1 era un paleta, 1 fusteria, 1 lampisteria, 1 empresa de construcció i 1 restaurant.
L'any 2000 a Courbépine hi havia 18 explotacions agrícoles que ocupaven un total de 1.100 hectàrees.

## Equipaments sanitaris i escolars
El 2009 hi havia una escola elemental.

## Poblacions més properes
El següent diagrama mostra les poblacions més properes.